# 董健
董健（1936年1月—2019年5月12日），山东寿光人，中国戏剧学家、文学史家，南京大学人文社会科学荣誉资深教授，南京大学原副校长。

## 生平
1956年考入北京俄语学院，1957年转入南京大学中国语言文学系学习，1962年本科毕业。1962年-1965年在南京大学攻读硕士研究生，师从陈中凡，1965年毕业并留校任教。